# ジェチーン-ドレスデン＝ノイシュタット線
ジェチーン-ドレスデン＝ノイシュタット線（ジェチーン-ドレスデン＝ノイシュタットせん、ドイツ語: Bahnstrecke Děčín–Dresden-Neustadt、別名エルベタール線 Elbtalbahn）は、チェコのウースチー州とドイツのザクセン州を通る複線電化の鉄道路線である。ザクセン-ベーメン邦有鉄道線として建設され、プラハとドレスデンを結ぶ幹線としてヨーロッパでも重要な路線となっている。エルベ川の峡谷をジェチーンからバート・シャンダウ、ピルナを通ってドレスデンへ結んでいる。
この路線は、汎ヨーロッパネットワークの22号線（アテネ - ソフィア - ブダペスト - ウィーン - プラハ - ニュルンベルク/ドレスデン）の一部を形成しており、ヨーロッパ地域開発基金 (ERDF) およびドイツ連邦政府からの資金1100万ユーロを投じて2000年から2006年にかけて改良工事が行われた。またドレスデンとイスタンブールを結ぶ汎ヨーロッパ回廊の4号線の最北端部分でもある。ドイツとチェコを直接結ぶ路線としては唯一の電化路線である。ベルリンとプラハを結ぶユーロシティが運転されており、一部はブダペストまで運転されている。

## 歴史

### 鉄道建設および王立ザクセン鉄道の管理
ライプチッヒ - ドレスデン線が計画された際に、鉄道を南方へ延長することも計画された。1835年5月6日の建設許可ではライプチッヒ＝ドレスデン鉄道会社（Leipzig-Dresdner Eisenbahn-Compagnie, LDE）が鉄道をザクセン・ボヘミア境界まで建設する権利が認められていた。ザクセン王国はオーバーラウジッツを通過してチッタウ、ライヒェンベルク（現在リベレツ）経由の経路を好んだが、地形の難しさのため、計画は挫折した。オーストリア帝国は地形の難点が少ないヴルタヴァ川とエルベ川の沿線経路を好んだ。1840年5月にエルベ川辺の測量が開始された。エルベ川辺の経路について、オーストリアとザクセンは1842年に条約を結んで、ニーダーグルント（現在ドルニーズレブ）の中間地点として確定された。LDEは会社資金で建設は不可能だと判断して、計画および建設工事はザクセン政府が担当することとなった。1845年12月1日に起工式は現在のドレスデン中央駅の敷地で開催された。線路と路盤は1845年3月当時の洪水最大水位よりおよそ90 cm高く構築するように設定された。
1848年7月31日にピルナ - ドレスデン間が最初に開通された。その区間は1850年5月9日にコェーニヒシュタインまで、同年6月9日にクリッペンまで延長された。1851年4月8日にクリッペン - ボーデンバッハ（現在ジェチーン本駅）間がアウシヒ（現在ウースティー・ナド・ラベム） - ボーデンバッハ間とともに開業されて、所有権に順ってザクセン＝ボヘミア国鉄管理局が運営を担当した。1850年12月31日に締結された協定によりボーデンバッハ駅はザクセン＝ボヘミア鉄道と北部帝国鉄道（k.k. Nördliche Staatsbahn, NStB）の境界駅として決定された。ドレスデン市内ではザクセン＝ボヘミア鉄道はシュレジエン駅（現在ノイシュタット駅）に至るように、計画が立てられた。1846年8月にエルベ川鉄道橋の工事が開始されて、1852年4月19日に鉄道・道路橋梁は列車通行の開始とともに開通された。
19世紀末、運送量増加でドレスデン市内の線路容量が不足になった。市街地の平地線路は多い踏切のため交通発達の障害になると見なされた。ドレスデン市内の線路改修が企画されて、主要事業では複々線設置だけではなくドレスデン主要駅の改築および高架線路の設置も含まれた。施設改修工事は1892年4月に開始された。既存のボヘミア駅は撤去されて、新しい中央駅は1898年4月17日に開業された。マリエン鉄道橋とノイシュタット駅の改築は1901年3月1日に完了した。1890年代にドレスデン - ピルナ間の複々線工事は、1895年12月9日に発効した布告17号を根拠として実行された。1902年7月3日ドレスデン - シュトレーレン間に複々線線路が備えられた。第一次世界大戦の開戦まで線路改修はハイデナウまで完了した。

### ドイツ国営鉄道
終戦後、複々線工事は資金不足と確然に減少した貨物列車の通行量のためすぐに行われなかった。1920年代末にピルナ - ハイデナウ間の工事はようやく再開されて、1934年5月11日に終了した。
1938年10月1日付きにナチス・ドイツはズデーテン地方を合併して、この路線の場合、国境線と国境統制が省略された。1939年夏の当時、ベルリン発特急列車が主にウィーン、プラハ、ブラチスラヴァへ走行して、他にカルロヴィヴァリ行きの列車もこの路線を経由した。
1945年4月19日にアメリカ空軍の編隊がピルナ駅を爆撃した。駅施設は重大な損傷を負って、列車の定期運行は不能となった。

### ドイツ国営鉄道（東ドイツ）
第二次世界大戦の終戦後、チェコスロバキア区間はポツダム協定によりチェコスロバキア国鉄（Československé státní dráhy, ČSD）が引き受けた。ドレスデン出発の旅客列車は当分間シェーナ駅まで運行した。ドイツとチェコスロバキアの鉄道関係者は国際列車の運行再開目的で交渉しその案件を検討した。1947年8月1日以降にプロストジェドニージュレブ - バート・シャンダウン間の国際列車運行に関する協定が発効して、1952年にその協定の適用範囲はチェチェン - バート・シャンダウン間となった。1947年以降国際列車は再びこの路線を走行することとなった。1952年の協定によりバート・シャンダウン駅は、両国が管理する国境駅に指定された。1946年ソ連が戦争賠償の名目で2番目の線路を撤去したが、1952年12月に複線線路は復旧された。
1957年7月23日にゴットランド川の洪水が発生して鉄道橋が破壊された。仮橋が設置されたまで、二日間に列車の通行が不能となった。1959年6月に二階建て客車のプッシュプル列車がこの路線に投入された。1960年代にも国際列車の通行量が増加して、1969年には1日当たり国際列車が既に10往復でプラハ-ドレスデン間を通行していた。1969年9月28日にドレスデン市内の電力供給施設は中央駅-ノイシュタット駅間で備えられて、その改修はライプチッヒ-ドレスデン間の電化工事の一部分であった。
1972年1月1日に旅行査証免除が東ドイツとチェコスロバキアの間に導入されて、ドレスデン - ジェチーン間の中距離列車およびドレスデン - プラハ間の急行列車系統が新設された。1973年9月30日にピルナ - ドレスデン間に都市郊外通勤列車系統（Stadt- und Vorortverkehr, SV-Verkehr）が導入されて、それはドレスデンSバーンの前身に当たる。シェーナ - ドレスデン中央駅間の電力供給設備工事は1970年既に開始されて、1976年まで進んだ。東ドイツでは最初に、電柱・カテナリー式架線はインターフルークのヘリコプターの利用で設置された。すべての駅舎では、ベルリン信号保安技術人民公社（Werk für Signal- und Sicherungstechnik Berlin, WSSB）が製造したGS II Sp 64型の制御盤が設置された。その保安装置で自動閉塞による走行が許容されて、より高い線路容量に対応することが可能になった。改修工事は1976年5月29日に完了した。1980年7月以降無線通信機（Zugfunk）は鉄道車両に装着された。
1980年代には国境線の電車線空白を埋めることが重要となった。東ドイツでは15 kVの交流システムが、チェコスロバキアでは3 kVの直流システムが通用して、直流交流両用機関車の開発は必要であった。ドイツ側に電車線は1986年12月15日に国境線まで設置された。チェコスロバキア側の電力供給施設は1987年12月30日に完成した。1988年以降、両用電気機関車が試験的に運行されて、1992年6月に正式に投入された。1980年代末にシェーナ - ドレスデン間では時刻表上の列車の往復が最も多かった。
中部と南東ヨーロッパ共産国家の政治的な変革はドレスデン - プラハ間鉄道・道路の貨物運送に影響した。急造する輸送量のため、貨物自動車を貨車に載せる「転がる国道（Rollende Landsstraße, RoLa）」方式が応用され、起点としてロヴォシツェが、終点としてドレスデン・フリードリヒシュタット駅が採択された。チェコスロバキアの分離により、チェコ鉄道（České Dráhy, ČD）は1993年1月1日にジェチーン - 国境線区間を引き受けた。

### ドイツ鉄道
国際列車の往復は漸進的に減少して、1999年の場合、1989年当時の半分になった。
2002年8月に地中海低気圧により発生した豪雨でザクセン州とボヘミアは水浸しになった。エルベ川の氾濫とその原因で発生した施設物損傷は続いて、8月16日にドレスデン区間の通行は中止となった。チェコ方面の貨物列車はエーバースバッハ - ルムブルク区間およびプラウエン - ヘプ線に迂回したが、旅客輸送は中止となった。同年10月に破損した部分が修理された後に、制限された列車運行が可能となった。
1995年6月7日にドイツ・チェコ・オーストリアはドレスデン・プラハ・ウィーンを結ぶ鉄道の改良に関する協定を締結した。協定の実行過程でピルナ - ドレスデン間本線は走行速度160 km/h向けに改修されて、Sバーン用緩行線も複線化された。線路の改良工事は2004年12月4日に完了して、その区間は複々線で設備された。2004年5月1日にチェコが欧州連合に加入した後に、転がる国道の輸送量は国境検問の廃止のなめ最小限に下がり、その輸送方式は廃止された。
2014年にシェーナ - ピルナ間の全般的な現代化工事が開始されて、目的は交通量調節と二度の大洪水が引き起こした過度な荷重の解消である。2023年2月までドイツ・チェコ国境の電車線および無電区間の設備が交換されて、バート・シャンダウ駅の東側に運転指令所が設置された。

## 運行形態
地域輸送の場合、ジェチーン - ドルニー・ジレブ間の運賃はウースチー州運輸連合（Dopravy Ústeckého kraje, DÚK）により管理されている。シェーナ - ドレスデン間は上エルベ運輸連合（Verkehrsverbund Oberelbe, VVO）の運賃制適用区間である。

### 超特急「インターシティ・エクスプレス (ICE)」
2時間間隔で運行し、主にドレスデン～フランクフルトの系統で運行している。ドレスデン～ドレスデン＝ノイシュタット間のみ、241号線を走行する。

### 寝台特急「ユーロナイト(EN)」
下記の3系統が、一日1往復ずつ運行している。なお、フェニックス号とカノープス号は、アムステルダム・チューリヒ方面に限り、併結運転する。
- フェニックス号（プラハ～アムステルダム間）
- カノープス号（プラハ～チューリヒ間）
- メトロポル号（ブダペスト～プラハ～ベルリン間）

### 特急「ユーロシティ(EC)」
2時間間隔で運行し、主にブダペスト～プラハ～ジェチーン～ベルリン・ハンブルクの系統で運行している。

### 特急「インターシティ(IC)」
2時間間隔で運行し、主にドレスデン～ケルンの系統で運行している。ドレスデン～ドレスデン＝ノイシュタット間のみ、241号線を走行する。

### 快速「レギオナルエクスプレス(RE)」
区間毎に運転系統が異なる。
- ヴァーノチニー・コメタ号、レトニー・コメタ号：　ウースチー - ジェチーン - ドレスデン　【春・夏および12月の休日運行】
一日1往復の運行。チェコ国鉄090号線に直通する。チェコ国内は、普通列車として案内される。停車駅はジェチーンとバート・シャンダウのみ。愛称名は、春・夏の便がレトニー・コメタ、秋の便がヴァーノチニー・コメタとなっている。
2016年以前はヴァーノチニー・コメタ号のみ、夏・秋の休日に運行していた。2017年度は12月のみ運行となった。2018年度より、春・夏の運行を開始した（当時は愛称名無し）。レトニー・コメタ号の愛称は2019年以降つけられる予定。

- リトムニェルジツェ - ジェチーン - ドレスデン間　【春・夏の土曜・休日運行】
一日1往復の運行。チェコ国鉄090号線に直通し、ドレスデン～リトムニェルジツェ間で運行される。チェコ国内は、普通列車として案内される。
2017年以前は、春・夏の休日のみの運行であった。2021年度以前は、シュミルカとクリッペンを通過していた。

- ドレスデン～ドレスデン＝ノイシュタット間
毎時3本の運行。ドレスデン始発で、500号線ライプツィヒ方面、208号線ルーラント方面、233号線ヴロツワフ・ツィッタウ方面がそれぞれ毎時1本ずつ運行する。

### 普通
以下の5種類が運行されている。
- 「レギオナルバーン (RB)」　ドレスデン～ドレスデン＝ノイシュタット～ゲルリッツ・ツィッタウ方面

　毎時1本の運行。大部分が233号線に直通する。
- 「シュタットバーン・ザクセン (SBS)」　ドレスデン～ドレスデン＝ノイシュタット～カメンツ

　毎時1本の運行。大部分が233号線に直通する。
- 「Sバーン (S1)」　マイセン～ドレスデン＝ノイシュタット～ピルナ・シェーナ

　毎時2本の運行だが、半数はピルナ以北の運行で、ピルナ～シェーナ間は毎時1本の運行となる。ノイシュタット以北は500号線に直通する。
- 「Sバーン (S2)」　ドレスデン空港～ドレスデン＝ノイシュタット～ハイデナウ・ピルナ

　毎時2本の運行だが、平日は午前中のみ空港～ハイデナウ間のみの運行で、休日は空港～ドレスデン間のみの運行となる。ノイシュタット以北は233号線に直通する。
- 「オソブニー (Os)」　ルンブルク～バート・シャンダウ～ジェチーン

　2時間に1本の運行で、バート・シャンダウ以北は248号線に直通する。この他、ドルニー・ジレブ～ジェチーン間の区間運行もある。なお、2020年秋に限り、248号線に直通せず、バート・シャンダウ止まりとなる。

## 駅一覧
以下では、ドイツ国鉄241号線の駅と営業キロ、停車列車、接続路線などを一覧表で示す。
- 種別
  - ICE：超特急「インターシティ・エクスプレス」
  - EN：寝台特急「ユーロナイト」
  - EC：特急「ユーロシティ」「インターシティ」
  - RB：快速
  - S：普通
- 停車駅
  - ■印：全列車停車
  - ●印：一部通過
  - ○印：一部停車
  - ｜印：全列車通過

### ジェチーン本駅 - ドレスデン=ノイシュタット駅間
| 路線名 | 駅名                                       | 駅間営業キロ | 累計営業キロ        | 累計営業キロ        | ICE | EN | EC | RE | S | 接続路線 | 所在地       | 所在地                                 |
| 路線名 | 駅名                                       | 駅間営業キロ | ジェチーン 旧駅から | ジェチーン 本駅から | ICE | EN | EC | RE | S | 接続路線 | 所在地       | 所在地                                 |
| ------ | ------------------------------------------ | ------------ | ------------------- | ------------------- | --- | -- | -- | -- | - | --- | ------------ | -------------------------------------- |
| 083    | ジェチーン本駅                             | -            | 0.5                 | 0.0                 |     | ■  | ■  | ■  | ■ | チェコ国鉄 073号線（ストルジェコフ方面） 081号線（ルンブルク/リベレツ方面） 130号線（プラハ/ホムトフ方面） 132号線（テルニツェ方面） | ウースチー州 | ジェチーン郡                           |
| 083    | ジェチーン・プルジーペルジ駅               | 1.5          | 2.0                 | 1.5                 |     | ｜ | ｜ | ｜ | ● | | ウースチー州 | ジェチーン郡                           |
| 083    | ジェチーン・プロストルジェドニー・ジレブ駅 | 2.1          | 4.1                 | 3.6                 |     | ｜ | ｜ | ｜ | ● | | ウースチー州 | ジェチーン郡                           |
| 083    | ジェチーン・チェルトヴァ・ヴォダ駅         | 2.7          | 6.8                 | 6.3                 |     | ｜ | ｜ | ｜ | ● | | ウースチー州 | ジェチーン郡                           |
| 083    | ドルニー・ジレブ停留所                     | 2.5          | 9.3                 | 8.8                 |     | ｜ | ｜ | ｜ | ● | | ウースチー州 | ジェチーン郡                           |
| 083    | ドルニー・ジレブ駅                         | 1.1          | 10.4                | 9.9                 |     | ｜ | ｜ | ●  | ■ | | ウースチー州 | ジェチーン郡                           |
| 241    | シェーナ駅                                 | 3.5          | 13.9                | 13.4                |     | ｜ | ｜ | ●  | ■ | | ザクセン州   | ザクセン・シュヴァイツ・東エルツ山地郡 |
| 241    | シュミルカ・ヒルシュミューレ駅             | 1.7          | 15.6                | 15.1                |     | ｜ | ｜ | ●  | ■ | | ザクセン州   | ザクセン・シュヴァイツ・東エルツ山地郡 |
| 241    | クリッペン駅                               | 5.6          | 21.2                | 20.7                |     | ｜ | ｜ | ●  | ■ | | ザクセン州   | ザクセン・シュヴァイツ・東エルツ山地郡 |
| 241    | バート・シャンダウ駅                       | 1.6          | 22.8                | 22.3                |     | ●  | ■  | ■  | ■ | 247号線（ルンブルク方面） | ザクセン州   | ザクセン・シュヴァイツ・東エルツ山地郡 |
| 241    | ケーニヒシュタイン駅                       | 4.9          | 27.7                | 27.2                |     | ｜ | ｜ | ｜ | ■ | | ザクセン州   | ザクセン・シュヴァイツ・東エルツ山地郡 |
| 241    | クーアオルト・ラーテン駅                   | 6.2          | 33.9                | 33.4                |     | ｜ | ｜ | ｜ | ■ | | ザクセン州   | ザクセン・シュヴァイツ・東エルツ山地郡 |
| 241    | シュタット・ヴェーレン駅                   | 3.1          | 37.0                | 36.5                |     | ｜ | ｜ | ｜ | ■ | | ザクセン州   | ザクセン・シュヴァイツ・東エルツ山地郡 |
| 241    | オーバーフォーゲルゲザング駅               | 3.6          | 40.6                | 40.1                |     | ｜ | ｜ | ｜ | ■ | | ザクセン州   | ザクセン・シュヴァイツ・東エルツ山地郡 |
| 241    | ピルナ駅                                   | 4.8          | 45.4                | 44.9                |     | ｜ | ｜ | ●  | ■ | 248号線（ノイシュタット方面） | ザクセン州   | ザクセン・シュヴァイツ・東エルツ山地郡 |
| 241    | ハイデナウ・グロースゼードリッツ駅         | 2.6          | 48.0                | 47.5                |     | ｜ | ｜ | ｜ | ■ | | ザクセン州   | ザクセン・シュヴァイツ・東エルツ山地郡 |
| 241    | ハイデナウ南駅                             | 2.0          | 50.0                | 49.5                |     | ｜ | ｜ | ｜ | ■ | | ザクセン州   | ザクセン・シュヴァイツ・東エルツ山地郡 |
| 241    | ハイデナウ駅                               | 1.2          | 51.2                | 50.7                |     | ｜ | ｜ | ●  | ■ | 246号線（クロート・アルテンベルク方面）                                                                                              | ザクセン州   | ザクセン・シュヴァイツ・東エルツ山地郡 |
| 241    | ドレスデン＝チャハヴィッツ駅               | 1.5          | 52.7                | 52.2                |     | ｜ | ｜ | ｜ | ■ | | ザクセン州   | ドレスデン市                           |
| 241    | ニーダーゼードリッツ駅                     | 1.5          | 54.2                | 53.7                |     | ｜ | ｜ | ●  | ■ | | ザクセン州   | ドレスデン市                           |
| 241    | ドーブリッツ駅                             | 2.1          | 56.3                | 55.8                |     | ｜ | ｜ | ●  | ■ | | ザクセン州   | ドレスデン市                           |
| 241    | ライク駅                                   | 1.3          | 57.6                | 57.1                |     | ｜ | ｜ | ●  | ■ | | ザクセン州   | ドレスデン市                           |
| 241    | シュトレーレン駅                           | 2.5          | 60.1                | 59.6                |     | ｜ | ｜ | ●  | ■ | | ザクセン州   | ドレスデン市                           |
| 241    | ドレスデン中央駅                           | 2.4          | 62.5                | 62.0                | ■   | ■  | ■  | ■  | ■ | 225号線、510号線 | ザクセン州   | ドレスデン市                           |
| 241    | フライベルク通り駅                         | 1.4          | 63.9                | 63.4                | ｜  | ｜ | ｜ | ｜ | ● | | ザクセン州   | ドレスデン市                           |
| 241    | ドレスデン中駅                             | 0.8          | 64.7                | 64.2                | ｜  | ｜ | ｜ | ■  | ■ | | ザクセン州   | ドレスデン市                           |
| 241    | ドレスデン=ノイシュタット駅                | 1.6          | 66.3                | 65.8                | ●   | ●  | ●  | ■  | ■ | 230号線、500号線 | ザクセン州   | ドレスデン市                           |